# Saki (gmina Narew)
Saki (białorus. Сакі)– wieś w Polsce położona w województwie podlaskim, w powiecie hajnowskim, w gminie Narew. Leży nad rzeką Małynką.

## Historia
Wieś założona została przez Saka – jednego z bojarów należących do służb bojarskich Aleksandra Chodkiewicza, któremu to w 1525 r. Zygmunt Stary nadał 22 służby bojarskie w Puszczy Błudowskiej. Sak osiedlił się nad rzeką Małunicą (dawna nazwa rzeki Małynka) po 1483 r. dając początek dzisiejszej wsi. Wspomina o tym Metryka Litewska z 1512 r. spisana w języku starobiałoruskim: 
(...) ludi naszy (...) Puszczu (...) Bludowskuju rozrobili i domy swoimi poselili. A na imia dey ludi: Iwanec Miloszewicz z bratieju na Hozdnicy, a Saka z bratom na Malunicy(...). To od nazwiska założyciela pochodzi nazwa miejscowości.
Według Pierwszego Powszechnego Spisu Ludności, przeprowadzonego w 1921 r., wieś Saki liczyła 22 domy i 125 mieszkańców (85 kobiet i 40 mężczyzn). Większość mieszkańców miejscowości, w liczbie 85 osób, zadeklarowała wówczas wyznanie prawosławne, pozostałe 40 osób zgłosiło wyznanie rzymskokatolickie. Podział religijny mieszkańców wsi pokrywał się z ich strukturą narodowo-etniczną, gdyż 85 mieszkańców podało narodowość białoruską, a pozostałych 40 polską. W okresie międzywojennym Saki znajdowały się w powiecie bielskim.
W latach 1975–1998 miejscowość należała administracyjnie do województwa białostockiego.

## O wsi
Prawosławni mieszkańcy wsi należą do parafii św. Michała Archanioła w pobliskiej Trześciance, a wierni kościoła rzymskokatolickiego do parafii pw. Wniebowzięcia Najświętszej Maryi Panny i św. Stanisława Biskupa i Męczennika w Narwi.

## Inne
W 1987 we wsi Saki realizowano zdjęcia do filmu dokumentalnego Andrzej i Mania w reżyserii Tamary Sołoniewicz.

## Turystyka
Przez Saki przebiega Szlak Świątyń Prawosławnych – szlak turystyczny promujący kulturę prawosławia na Północnym Podlasiu.